# Imantodes lentiferus
Espèce
Synonymes
- Himantodes lentiferus Cope, 1894

Imantodes lentiferus  est une espèce de serpents de la famille des Dipsadidae.

## Répartition
Cette espèce se rencontre dans la forêt amazonienne :
- en Bolivie ;
- au Brésil dans les États d'Amazonas et du Mato Grosso ;
- dans le sud de la Colombie ;
- en Équateur ;
- en Guyane ;
- au Pérou ;
- au Venezuela.

## Description
Imantodes lentiferus est très fin et possède de grand yeux, la pupille est verticale. Il atteint environ 1 m à l'âge adulte. Cette espèce ressemble beaucoup à Imantodes cenchoa, avec lequel il partage son aire de répartition. Cependant, Imantodes lentiferus possède un motif moins contrasté, et n'a pas de motif sur la nuque.

## Biologie
Cette espèce habite la forêt tropicale humide. Il se nourrit en grande partie d'amphibiens.

## Publication originale
- Cope, 1894 :  On the species of Himantodes Dumeril and Bibron. The American naturalist, vol. 28, p. 612-614 (texte intégral).